# Stazione di Firenze Cascine
La stazione di Firenze Cascine è una stazione ferroviaria senza traffico di Firenze, posta sulla linea per Pisa; dal 2017 è in uso come posto di movimento. La struttura fa parte del cosiddetto nodo ferroviario di Firenze.

## Storia
La stazione venne attivata il 7 marzo 1927 (alla presenza dell'allora ministro degli esteri Galeazzo Ciano).
In tale data venne attivato anche il tracciato via Olmatello-Rifredi della linea Firenze-Pisa, provvedimento che comportò lo spostamento dei treni della linea pisana dal percorso via Porta al Prato (Leopolda originale) già declassata a "Stazione Merci Piccola Velocità" a fine '800, al nuovo percorso via Rifredi-Romito.
Contestuali al nuovo tracciato furono anche le attivazioni del DL Romito e la soppressione del raccordo Porta al Prato - SMN (attuali vie Benedetto Marcello e delle Ghiacciaie).
La stazione divenne quindi il centro di smistamento per i carri merci destinati alle Officine ferroviarie e agli scali merci di Porta al Prato.
La stazione fu l'unico impianto ferroviario aperto al pubblico nel comune di Brozzi, sino alla soppressione di quest'ultimo nel 1928.
La stazione fu soggetta ad un ammodernamento a metà anni ottanta con l'attivazione del sistema di distanziamento con blocco automatico banalizzato sulla linea Firenze-Pisa (e la dismissione del sistema con Blocco FS sino ad allora in attività) e la sostituzione dell'ACEI (apparato centrale).
Il 28 febbraio 2017 venne trasformata in posto di movimento.

## Strutture e impianti
Il piazzale binari era sino al 2008 strutturato su otto binari più un'asta di manovra detta "Mugnone": i primi quattro binari erano utilizzati per la gestione della circolazione sulla linea Firenze-Pisa, con i primi tre dotati di marciapiedi idonei al servizio viaggiatori; i binari V-VI e VII venivano utilizzati per il ricevimento delle "corsette" (treni merci/tradotte) dirette alle OGR di Porta al Prato, allo Scalo Merci di Firenze Porta al Prato e al raccordo Manifattura Tabacchi e delle tradotte di materiale viaggiatori destinate all'impianto di pulizia vetture presente nella stazione.
Per tale attività venivano impiegati due marciapiedi di servizio ubicati tra i binari V e VI.
Sino agli anni settanta erano attivi altri raccordi per le imprese attive tra la stazione e la Via Pistoiese.
L'impianto era sede di cantone lavori sino alla trasformazione delle FS in S.p.A.
La stazione era classificata da RFI nella categoria bronze.
Nel 2008 l'impianto è stato sottoposto ad un pesante intervento di ristrutturazione in conseguenza della decisione di riattivazione del servizio viaggiatori per Porta al Prato, intervento che ha comportato il rifacimento del piano del ferro, attualmente impostato su 5 binari di circolazione, con il mantenimento di un'asta di ricovero ed un piccolo fascio di servizio;
il rifacimento degli impianti di elettrificazione adesso del tipo a travata e lo spostamento dell'Ufficio Movimento che adesso si trova sul lato sud della stazione (lato parco delle Cascine), mentre l'edificio originale del 1927 lato Peretola è attualmente non utilizzato per il servizio.
L'impianto ferroviario è gestito da RFI SpA e pur essendo permanentemente presenziato ed abilitato la stazione attualmente è chiusa al servizio viaggiatori.
Tuttavia sebbene commercialmente distinta e posta a quasi 4 km di distanza, la stazione di Firenze Porta al Prato (riattivata nel 2009 e dismessa nel 2024) era tecnicamente una parte decentrata dell'impianto di Firenze Cascine, in quanto inclusa come binari decentrati nell'apparato centrale di quest'ultima.

## Movimento
Seppur declassata da stazione nel 2017, la fermata dei treni viaggiatori è stata soppressa a inizio degli anni duemila se non per alcuni convogli speciali destinati al Parco delle Cascine.
Alcune associazioni e comitati locali hanno proposto a partire dal 2009 la riattivazione del servizio viaggiatori, iniziativa rilanciata nel 2011 anche dal consiglio provinciale di Firenze.
Dal 12 settembre 2022 la diramazione per Porta al Prato non è più servita da collegamenti ferroviari per consentire i lavori di riqualificazione edilizia dell'area e della realizzazione della futura linea 4 della rete tranviaria di Firenze, che collegherà l'area dell'attuale stazione di Firenze Cascine alle Piagge e a Porta al Prato utilizzando lo stesso tracciato.